# Вальд (Цюрих)
Вальд (нім. Wald ZH) — місто  в Швейцарії в кантоні Цюрих, округ Гінвіль.

## Географія
Місто розташоване на відстані близько 120 км на схід від Берна, 31 км на схід від Цюриха.
Вальд має площу 25,3 км², з яких на 12,9% дозволяється будівництво (житлове та будівництво доріг), 52,8% використовуються в сільськогосподарських цілях, 33,2% зайнято лісами, 1% не є продуктивними (річки, льодовики або гори).

## Демографія
2019 року в місті мешкало 10 096 осіб (+12,5% порівняно з 2010 роком), іноземців було 26,6%. Густота населення становила 400 осіб/км².
За віковим діапазоном населення розподілялося таким чином: 20,1% — особи молодші 20 років, 62,2% — особи у віці 20—64 років, 17,7% — особи у віці 65 років та старші. Було 4421 помешкань (у середньому 2,2 особи в помешканні).
Із загальної кількості 3460 працюючих 188 було зайнятих в первинному секторі, 1058 — в обробній промисловості, 2214 — в галузі послуг.